# RKSV Avesteyn
RKSV Avesteyn is een amateurvoetbalvereniging uit Heeswijk-Dinther, gemeente Bernheze, Noord-Brabant, Nederland.

## Algemeen
De vereniging werd op 1 mei 1941 opgericht. De thuisbasis is het Sportpark Avesteyn in Dinther.

## Standaardelftal
Het standaardelftal speelt in het seizoen 2021/22 in de Vierde klasse zondag van het KNVB-district Zuid-I.

### Competitieresultaten 1985–2019
| 12 4A |

|  |

|  |

|  |

|  |

|  |

|  |

| 7 4B |

| 4 4B |

| 10 4B |

| 9 4B |

| 10 4B |

| 8 4F |

| 9 4F |

| 7 4F |

| 6 4F |

| 11 4G |

| 3 5G |

| 3 5H |

| 2 5G |

| 8 5G |

| 4 5H |

| 4 5H |

| 4 5H |

| 4 5H |

| 2 5H |

| 6 4G |

| 2 4H |

| 2 4G |

| 5 3D |

| 10 3D |

| 13 3D |

| 4 4I |

| 8 4H |

| 3 4I |

| - 4F |

| Derde klasse | Vierde klasse | Vijfde klasse |

RKSV Avesteyn · VV Heeswijk · HVCH · RKSV Prinses Irene · Vorstenbossche Boys · WHV